# Campionato nordamericano maschile under 19 di pallavolo 2004
Il Campionato nordamericano maschile under 19 di pallavolo 2004 si è svolto dal 3 all'8 agosto 2004 a Città del Messico, in Messico: al torneo hanno partecipato cinque squadre nazionali under 19 nordamericane e la vittoria finale è andata per la prima volta agli Stati Uniti.

## Impianti
|                                                         |  |  |
|                                                         |  |  |
| ? Città: Città del Messico Capienza: Anno d'apertura: - |  |  |

## Regolamento

### Formula
Le squadre hanno disputato una prima fase a gironi con formula del girone all'italiana; al termine della prima fase:
- Le prime due classificate hanno acceduto alla finale per il primo posto.
- La terza e la quarta classificata hanno acceduto alla finale per il terzo posto.

### Criteri di classifica
In caso di vittoria è prevista l'assegnazione di 2 punti, mentre in caso di sconfitta è prevista l'assegnazione di 1 punto.
L'ordine del posizionamento in classifica è stato definito in base a:
- Punti;
- Ratio dei punti realizzati/subiti;
- Ratio dei set vinti/persi;
- Risultati degli scontri diretti.

## Squadre partecipanti
| Squadra     | Qualificazione      | Ultima partecipazione      |
| ----------- | ------------------- | -------------------------- |
| Canada      | -                   | ?                          |
| Guatemala   | -                   | ?                          |
| Messico     | Paese organizzatore | Repubblica Dominicana 2002 |
| Porto Rico  | -                   | Repubblica Dominicana 2002 |
| Stati Uniti | -                   | Repubblica Dominicana 2002 |

## Torneo

### Rourn-robin

#### Risultati
| 18 agosto 2004 ?, Città del Messico Durata: ? - Spettatori: ? | Stati Uniti | 3 - 2 | Porto Rico | 14-25, 25-18, 22-25, 25-18, 15-10 |
| 18 agosto 2004 ?, Città del Messico Durata: ? - Spettatori: ? | Messico     | 3 - 0 | Guatemala  | 25-15, 25-19, 25-20               |
| 19 agosto 2004 ?, Città del Messico Durata: ? - Spettatori: ? | Canada      | 3 - 0 | Guatemala  | 25-14, 25-16, 25-11               |
| 19 agosto 2004 ?, Città del Messico Durata: ? - Spettatori: ? | Messico     | 3 - 1 | Porto Rico | 22-25, 25-18, 25-22, 25-17        |
| 19 agosto 2004 ?, Città del Messico Durata: ? - Spettatori: ? | Stati Uniti | 3 - 0 | Canada     | 25-17, 26-24, 28-26               |
| 19 agosto 2004 ?, Città del Messico Durata: ? - Spettatori: ? | Porto Rico  | 3 - 0 | Guatemala  | 25-9, 25-12, 25-20                |
| 20 agosto 2004 ?, Città del Messico Durata: ? - Spettatori: ? | Canada      | 3 - 0 | Messico    | 25-23, 25-15, 25-15               |
| 20 agosto 2004 ?, Città del Messico Durata: ? - Spettatori: ? | Stati Uniti | 3 - 0 | Guatemala  | 25-16, 25-21, 25-19               |
| 20 agosto 2004 ?, Città del Messico Durata: ? - Spettatori: ? | Canada      | 3 - 2 | Porto Rico | 25-23, 28-30, 21-25, 27-25, 15-11 |
| 20 agosto 2004 ?, Città del Messico Durata: ? - Spettatori: ? | Stati Uniti | 3 - 0 | Messico    | 25-16, 25-20, 25-18               |

#### Classifica
| Pos | Squadra     | Pt | G | V | P | SV | SP | Ratio | PF  | PS  | Ratio |
| --- | ----------- | -- | - | - | - | -- | -- | ----- | --- | --- | ----- |
| 1   | Stati Uniti | 8  | 4 | 4 | 0 | 12 | 2  | 6,000 | 330 | 273 | 1,209 |
| 2   | Canada      | 7  | 4 | 3 | 1 | 9  | 5  | 1,800 | 333 | 287 | 1,160 |
| 3   | Messico     | 6  | 4 | 2 | 2 | 6  | 7  | 0,857 | 279 | 286 | 0,976 |
| 4   | Porto Rico  | 5  | 4 | 1 | 3 | 8  | 9  | 0,889 | 367 | 355 | 1,034 |
| 5   | Guatemala   | 4  | 4 | 0 | 4 | 0  | 9  | 0,000 | 192 | 300 | 0,640 |

### Fase finale
|  | semifinali  | semifinali  | semifinali |        |             | finale 1º posto | finale 1º posto | finale 1º posto |  |
|  |             |             |            |        |             |                 |                 |                 |  |
|  | Canada      | Canada      | 3          |        |             |                 |                 |                 |  |
|  | Canada      | Canada      | 3          |        |             |                 |                 |                 |  |
|  | Messico     | Messico     | 1          |        |             |                 |                 |                 |  |
|  | Messico     | Messico     | 1          |        | Stati Uniti | Stati Uniti     | 3               |                 |  |
|  |             |             |            |        | Stati Uniti | Stati Uniti     | 3               |                 |  |
|  |             |             | Canada     | Canada | 0           |                 |                 |                 |  |
|  | Stati Uniti | Stati Uniti | Canada     | Canada | 0           | 3               |                 |                 |  |
|  | Stati Uniti | Stati Uniti |            |        |             | 3               |                 |                 |  |
|  | Porto Rico  | Porto Rico  | 0          |        |             | finale 3º posto | finale 3º posto | finale 3º posto |  |
|  | Porto Rico  | Porto Rico  | 0          |        |             |                 |                 |                 |  |
|  |             |             |            |        |             |                 |                 |                 |  |
|  |             |             |            |        |             | Messico         | Messico         | 3               |  |
|  |             |             |            |        |             | Messico         | Messico         | 3               |  |
|  |             |             |            |        |             | Porto Rico      | Porto Rico      | 1               |  |

#### Semifinali
| 21 agosto 2004 ?, Città del Messico Durata: ? - Spettatori: ? | Canada      | 3 - 1 | Messico    | 25-14, 18-25, 25-17, 25-23 |
| 21 agosto 2004 ?, Città del Messico Durata: ? - Spettatori: ? | Stati Uniti | 3 - 0 | Porto Rico | 25-20, 25-22, 25-21        |

#### Finale 3º posto
| 22 agosto 2004 ?, Città del Messico Durata: ? - Spettatori: ? | Messico | 3 - 1 | Porto Rico | 25-22, 25-21, 19-25, 25-17 |

#### Finale
| 22 agosto 2004 ?, Città del Messico Durata: ? - Spettatori: ? | Stati Uniti | 3 - 0 | Canada | 25-18, 27-25, 25-17 |

## Classifica finale
| Pos     | Squadra     |
| ------- | ----------- |
| Oro     | Stati Uniti |
| Argento | Canada      |
| Bronzo  | Messico     |
| 4.      | Porto Rico  |
| 5.      | Guatemala   |

|  |  | Qualificate al campionato mondiale 2005 |

## Premi individuali
| Premio                | Nome           | Squadra     |
| --------------------- | -------------- | ----------- |
| MVP                   | Chase Budinger | Stati Uniti |
| Miglior realizzatore  | ?              | ?           |
| Miglior attaccante    | Chase Budinger | Stati Uniti |
| Miglior muro          | ?              | ?           |
| Miglior servizio      | ?              | ?           |
| Miglior palleggiatore | Kawika Shoji   | Stati Uniti |
| Miglior ricevitore    | Adam Tuifagu   | Stati Uniti |
| Miglior difesa        | ?              | ?           |
| Miglior libero        | ?              | ?           |